# Ludwig Hagen (Wasserbauingenieur)
Friedrich Ludwig Hagen (* 29. August 1829 in Pillau, Ostpreußen; † 19. November 1892 in Berlin) war ein deutscher Wasserbauingenieur, preußischer Baubeamter und Hochschullehrer an der Berliner Bauakademie.

## Leben
Hagen studierte bei seinem Vater Gotthilf Hagen in Berlin. Zudem wurde seine Laufbahn geprägt durch seine Vorfahren aus der Königsberg Gelehrtenfamilie, z. B. den Universalgelehrten und Immanuel-Kant-Freund Karl Gottfried Hagen (Großonkel), den Astronomen und Mathematiker Friedrich Wilhelm Bessel (Onkel), den Physiker Franz Ernst Neumann (Onkel), den Kunsthistoriker Ernst August Hagen (Onkel), den Nationalökonom Carl Heinrich Hagen (Onkel) und den Königsberger Pathologen und Hämatologen Ernst Neumann (Vetter).
Hagens Aufgabenbereich als Wasserbauingenieur umfasste von 1876 bis 1892 den Ostseeraum, vorzugsweise die Häfen von Danzig, Swinemünde, Pillau, Königsberg und Memel. Zum Schutz der Küste der Kurischen Nehrung vor weiterer Erosion entwickelte er eine Methode zur Dünenbefestigung, die auch in England an der dortigen Westküste angewandt wurde (1916 ins Englische übersetzte Publikationen). 1876 übernahm er das Dezernat im Berliner Ministerium der öffentlichen Arbeiten im Spezialbereich Wasserbau, das sein Vater bis dahin innehatte. Zuvor, als noch junger Regierungsbaumeister (Assessor in der öffentlichen Bauverwaltung), war Hagen mit Hafenbauten in Ruhrort beschäftigt. Er übernahm später die Bauausführung des preußischen Teils der Kanalisierung der Oberen Saar. 1869 reiste er zur Eröffnung des Suezkanals. Im Deutsch-Französischen Krieg 1870/1871 wurde er zur Instandsetzung zerschossener Schleusen und Bauwerke herangezogen und fungierte als technischer Sachverständiger bei den Friedensverhandlungen, bevor er 1871 als Regierungs- und Baurat in Köslin ins Ostsee-Dezernat berufen wurde. Von hier aus entwickelte er seine Expertise zu den Hafenanlagen der Ostsee. 1876 besuchte Hagen die Weltausstellung in Philadelphia.
Hagen lehrte nebenbei an der Bauakademie in Berlin und wurde außerordentlicher Professor für See- und Hafenbau. Er war Mitglied der Preußischen Akademie des Bauwesens und ab 1876 Mitglied im Technischen Oberprüfungsamt Berlin.
Nach dem Tod seiner ersten Ehefrau, Emma Hagen geb. Michels, heiratete er Agnes geb. Hemme. Sie brachte am 24. Juni 1873 die Tochter Auguste zur Welt. Sein Sohn Otto Hagen wurde in der dritten Generation im Wasserbau tätig und avancierte bis 1924 zum Oberregierungsbaurat im Reichsverkehrsministerium. Ludwig Hagen starb nach einer Reise nach Königsberg an einer unbekannten Infektion. Sein mit einem Granitobelisk geschmücktes Grab befand sich auf dem Neuen Zwölf-Apostel-Kirchhof in Berlin-Schöneberg.

## Ehrungen

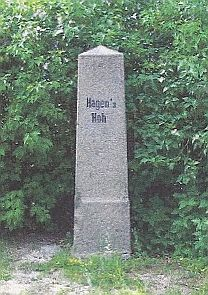
Denkmal für Ludwig Hagen an der Nordspitze der Kurischen Nehrung bei Smiltynė (Sandkrug)

Sein Engagement für die Rettung der Küste der Kurischen Nehrung wird noch heute in Litauen geehrt: Eine nördlich gelegene Düne (35 m Höhe) der Nehrung, unmittelbar bei Smiltynė (Sandkrug), gegenüber Klaipėda (Memel), trägt den Namen Hagen’s Höh (lit.: Hageno Kalnas). Dort steht ein einfacher Obelisk, ehemals mit der Inschrift „Zum Andenken an L. Hagen“, später zu „Hagen’s Höh“ verändert.

## Schriften
- Der Suez-Canal. Mit 2 Tafeln. Ernst & Korn, Berlin 1870.
- Reisebericht über die im Auftrage des Herrn Ministeriums der öffentlichen Arbeiten im Frühjahr 1880. ausgeführte Besichtigung einiger Ströme Frankreichs. Ernst & Korn, Berlin 1881.
- Der Hafen zu Pillau. In: Zeitschrift für Bauwesen, Band 33, Berlin 1883, Sp. 249–272 (Google Books).
- Der Hafen zu Neufahrwasser. In: Zeitschrift für Bauwesen, Band 33, Berlin 1883, Sp. 363–390 (Google Books).
- Der Hafen zu Memel. In: Zeitschrift für Bauwesen, Band 34, Berlin 1884, Sp. 385–404 (Google Books), und Band 35, Berlin 1885, S. 33–64  (Google Books).
- Die Seehäfen in den Provinzen Pommern und Preußen. 2 Bände, Berlin 1885.
- Die Erweiterungsbauten im Hafen von Pillau in den Jahren 1876 bis 1889. In: Zeitschrift für Bauwesen, Band 44, Berlin 1894, Sp. 76–96 (Google Books).